# Assemblée parlementaire paritaire
Pour les articles homonymes, voir Assemblée parlementaire.
L'Assemblée parlementaire paritaire est une assemblée composée de députés au Parlement européen et de représentants et élus des États d'Afrique, des Caraïbes et du Pacifique (ACP) signataires de l'accord de Cotonou puis de l'accord de Samoa. Elle constitue la seule assemblée internationale dans laquelle les représentants des différents pays siègent ensemble et régulièrement, avec pour objectif la promotion de l'interdépendance Nord-Sud.
Son rôle s'est renforcé depuis l'entrée en vigueur du traité sur l'Union européenne et l'élargissement de celle-ci. L'Assemblée parlementaire paritaire consacre une partie importante de ses travaux à la promotion des droits de l'homme et de la démocratie et aux valeurs communes à l'humanité qui ont fait l'objet d'engagements communs dans le cadre des conférences des Nations unies.

## Fonctions
L'Assemblée parlementaire paritaire est créée par l'article 14 de l'Accord de Cotonou qui dispose :

« Les institutions du présent accord sont le Conseil des ministres, le Comité des ambassadeurs et l'Assemblée parlementaire paritaire. »

— Article 14 de l'accord de Cotonou
L'Assemblée parlementaire paritaire est un organe consultatif dont la fonction est de :
- « promouvoir les processus démocratiques par le dialogue et la concertation » ;
- « permettre une plus grande compréhension entre les peuples de l'Union européenne et des États ACP et sensibiliser les opinions publiques aux questions de développement » ;
- « examiner les questions relatives au développement et au partenariat ACP-UE » ;
- et « adopter des résolutions et adresser des recommandations au Conseil des ministres en vue de la réalisation des objectifs du présent accord ».

## Composition
L'Assemblée parlementaire paritaire est composée, en nombre égal, de représentants de l'Union européenne – des députés du Parlement européen – et de 78 des 79 pays ACP – c'est-à-dire des parlementaires ou des représentants désignés par le Parlement de chaque État ACP. En l'absence de Parlement, la participation d'un représentant de l'État ACP concerné est soumise à l'approbation préalable de l'Assemblée parlementaire paritaire.

## Fonctionnement
Les représentants se rencontrent en session plénière, pendant une semaine, deux fois par an.

### Bureau de l'Assemblée parlementaire paritaire
Deux coprésidents, élus par l'Assemblée, dirigent l'ensemble des travaux. Vingt-quatre vice-présidents (12 européens, 12 ACP), également élus par l'Assemblée, forment, avec les deux coprésidents, le Bureau de l'Assemblée parlementaire paritaire. Le Bureau se réunit plusieurs fois par an afin d'assurer la continuité des travaux de l'Assemblée parlementaire paritaire et de préparer de nouvelles initiatives visant, notamment, au renforcement et à l'amélioration de la coopération. Il délibère également sur les questions d'actualité politique et prend position sur l'ensemble des dossiers concernant le respect des droits de l'homme.
Les coprésidents actuels sont, pour l’Union européenne, Louis Michel et, pour les pays ACP, Joseph Owona Kono du Cameroun.

### Règlement intérieur
L'Assemblée parlementaire paritaire adopte son règlement intérieur dans un délai de six mois à compter de l'entrée en vigueur de l'accord (de Cotonou).

### Commissions permanentes
Des commissions permanentes ont été mises en place en 2003 afin d'élaborer des propositions de fond qui seront soumises au vote de l'Assemblée parlementaire paritaire. Ces trois commissions sont:
- Commission des affaires politiques
- Commission du développement économique, des finances et du commerce
- Commission des affaires sociales et de l'environnement

### Missions d'étude ou d'enquête
L'Assemblée constitue régulièrement des missions d'étude ou d'enquête. Les membres de l'Assemblée parlementaire paritaire sont ainsi en contact direct avec les réalités des différents pays en voie de développement, membres de l'Accord de Cotonou.
L'impact des travaux de l'Assemblée parlementaire paritaire dépasse donc les considérations économiques et s'étend aux objectifs fondamentaux du développement de l'homme et des relations pacifiques entre les peuples. Institution parlementaire et démocratique, l'Assemblée parlementaire paritaire pour vocation de promouvoir et de défendre le processus démocratique, afin de garantir le droit des peuples à déterminer eux-mêmes les objectifs et le mode de leur développement.

## Initiatives de l'Assemblée parlementaire paritaire
L'Assemblée parlementaire paritaire a contribué activement à la mise en œuvre et au renforcement des conventions successives ACP-UE et a lancé des nombreuses propositions:
- valorisation du rôle de la femme dans le processus de développement ;
- intégration d'une politique de l'environnement dans les projets de développement ;
- promotion du commerce comme vecteur du développement, en particulier par le biais des Accords de partenariat économique prévus à l'Accord de Cotonou ;
- élaboration de programmes de développement rural et de micro-projets adaptés aux besoins des communautés spécifiques ;
- amélioration des mesures de lutte contre les épidémies et renforcement des services de santé et d'hygiène ;
- création de politiques de développement décentralisées ;
- instauration de réunions annuelles entre les partenaires économiques et sociaux ;
- promotion de la coopération régionale, politique et commerciale ;
- coopération plus étroite avec les organisations non gouvernementales actives dans le domaine du développement ;
- aide aux pays endettés, engagés dans des politiques d'ajustement structurel, leur permettant de maintenir des services indispensables ;
- mise en valeur de la dimension culturelle dans la coopération Nord-Sud ;
- accélération des procédures d'aides et augmentation des crédits destinés aux réfugiés et, pour la première fois, aux personnes déplacées ;
- renforcement de l'engagement sur le respect et la défense des droits de l'homme et de la dignité humaine.